# 2 월드 트레이드 센터 (1971년~2001년)
2 월드 트레이드 센터(2 World Trade Center) 또는 사우스 타워(South Tower)는 미국 뉴욕주 뉴욕 시 맨해튼 구에 있던 세계 무역 센터의 주 건물이다. 세계 무역 센터의 제 2번 건물이었으며, 약칭으로 2WTC이라는 별칭이 있었다, 지상 110층, 415m짜리 업무용 초고층 빌딩으로 건설되었다. 1 월드 트레이드 센터와 같이 건설되고, 흡사하게 생겨 '쌍둥이 빌딩'이라는 별명으로도 유명하다.
2001년 9월 11일 9.11테러로 붕괴되어 완파되었다.

## 건물의 구성
투 월드 트레이드 센터, 즉 2 WTC 빌딩은 지상 110층과 콩쿠르층(지하)로 구성된 415m의 업무용 건물로 내부는 사무공간과 레스토랑, 기계실로 구성되었다.

자세한 층별 구성은 다음과 같다. (빨간색 층수는 유나이티드 항공 175편에 의해 직접 피격된 층수이며, 회색 층수는 간접으로 피격된 층수이다)
| 층수 | 입주 업체 | 업무                                                         |
| ---- | --- | ------------------------------------------------------------ |
| 110  | 야외 전망대 | 관광 여행                                                    |
| 109  | 기계실 |                                                              |
| 108  | 기계실 |                                                              |
| 107  | 쇼 타임 사진, 실내 전망대, 푸드코트, 나단의 유명한 핫도그를 포함, 스바로 피자 | 비즈니스 서비스, 관광 여행, 음식                             |
| 106  | 뉴욕의 대서양 은행 | 은행 / 금융                                                  |
| 105  | AON 공사 | 보험                                                         |
| 104  | AON 공사, 샌들러 오닐과 파트너 | 보험, 투자                                                   |
| 103  | AON 공사 | 보험                                                         |
| 102  | AON 공사 | 보험                                                         |
| 101  | AON 공사 | 보험                                                         |
| 100  | AON 공사 | 보험                                                         |
| 99   | AON 공사 | 보험                                                         |
| 98   | AON 공사 | 보험                                                         |
| 97   | 신탁 신탁 회사 국제 | 은행 / 금융                                                  |
| 96   | 신탁 신탁 회사 국제 | 은행 / 금융                                                  |
| 95   | 신탁 신탁 회사 국제 | 은행 / 금융                                                  |
| 94   | 신탁 신탁 회사 국제 | 은행 / 금융                                                  |
| 93   | 리저 | 시설 관리                                                    |
| 92   | AON 공사 | 보험                                                         |
| 91   | 깁스와 힐, 레이 시온 회사, 워싱턴 그룹 인터내셔널 | 엔지니어, 제조                                               |
| 90   | 신탁 신탁 회사 국제 | 은행 / 금융                                                  |
| 89   | 키프, Bruyette & 우즈 | 투자                                                         |
| 88   | 키프, Bruyette & 우즈 | 투자                                                         |
| 87   | 과세와 금융 회사 서비스 회사, 뉴욕 국무부 | 법률 서비스, 정부                                            |
| 86   | 뉴욕주 세무 국 및 금융 | 정부                                                         |
| 85   | 해리스 비치, 키프, 브루예티 & 우즈 | 변호사, 투자                                                 |
| 84   | 유로 중개사 | 금융                                                         |
| 83   | IQ 금융 시스템, 주오 미쓰이 신탁 은행 | 금융, 금융                                                   |
| 82   | 후지은행 뉴욕지사 | 은행 / 금융                                                  |
| 81   | 후지은행 뉴욕지사 | 은행 / 금융                                                  |
| 80   | 후지은행 뉴욕지사 | 은행 / 금융                                                  |
| 79   | 후지은행 뉴욕지사 | 은행 / 금융                                                  |
| 78   | 스카이 로비, 우선 상업 은행, 기준 금융 서비스 | 은행 / 금융, 금융                                            |
| 77   | 기준 금융 서비스 | 금융                                                         |
| 76   | 기계실 |                                                              |
| 75   | 기계실 |                                                              |
| 74   | 모건 스탠리 | 투자                                                         |
| 73   | 모건 스탠리 | 투자                                                         |
| 72   | 모건 스탠리 | 투자                                                         |
| 71   | 모건 스탠리 | 투자                                                         |
| 70   | 모건 스탠리 | 투자                                                         |
| 69   | 모건 스탠리 | 투자                                                         |
| 68   | 모건 스탠리 | 투자                                                         |
| 67   | 모건 스탠리 | 투자                                                         |
| 66   | 모건 스탠리 | 투자                                                         |
| 65   | 모건 스탠리 | 투자                                                         |
| 64   | 모건 스탠리 | 투자                                                         |
| 63   | 모건 스탠리 | 투자                                                         |
| 62   | 모건 스탠리 | 투자                                                         |
| 61   | 모건 스탠리 | 투자                                                         |
| 60   | 모건 스탠리 | 투자                                                         |
| 59   | 모건 스탠리 | 투자                                                         |
| 58   | 브리지 정보 시스템 | 금융 정보 제공                                               |
| 57   | 브리지 정보 시스템 | 금융 정보 제공                                               |
| 56   | 모건 스탠리 | 투자                                                         |
| 55   | 가이 카펜터, 갈반 인터케피탈 | 재보험, 투자                                                 |
| 54   | 가이 카펜터 | 재보험                                                       |
| 53   | 가이 카펜터 | 재보험                                                       |
| 52   | 가이 카펜터 | 재보험                                                       |
| 51   | 가이 카펜터 | 재보험                                                       |
| 50   | 가이 카펜터 | 재보험                                                       |
| 49   | 가이 카펜터, 시버니 & 스미스 | 재보험, 보험                                                 |
| 48   | 소방관 기금 보험 회사, 가이 카펜터 | 보험, 재보험                                                 |
| 47   | 가이 카펜터 | 보험                                                         |
| 46   | 모건 스탠리 | 투자                                                         |
| 45   | 모건 스탠리 | 투자                                                         |
| 44   | 스카이 로비, 모건 스탠리 | 투자                                                         |
| 43   | 모건 스탠리 | 투자                                                         |
| 42   | 기계실 |                                                              |
| 41   | 기계실 |                                                              |
| 40   | 시타이론 국제 미국, 타쳐 프로피트 목재, LLP | 사용할 수 없습니다, 변호사                                   |
| 39   | 타쳐 프로피트 목재, LLP | 변호사                                                       |
| 38   | 타쳐 프로피트 목재, LLP | 변호사                                                       |
| 37   | — | —                                                            |
| 36   | 프렌켈 및 회사 | 보험                                                         |
| 35   | ABN 아므로, 프렌켈 및 회사 | 모기지 브로커의 보험                                         |
| 34   | 오펜하이머 펀드 | 투자                                                         |
| 33   | 오펜하이머 펀드 | 투자                                                         |
| 32   | 오펜하이머 펀드 | 투자                                                         |
| 31   | 오펜하이머 펀드 | 투자                                                         |
| 30   | 하트 포드 스팀 보일러, 뉴욕 증시 | 보험, 금융                                                   |
| 29   | 웨덜리 증권 주식, 뉴욕 증시 | 투자, 금융                                                   |
| 28   | 빅 여행사, 후아힌 할머니 상업 은행 (주), 요셉 베랄드의 법률 사무소, 뉴욕 증시 | 여행, 은행 / 재무, 변호사, 금융                              |
| 27   | — | —                                                            |
| 26   | 썬 마이크로 시스템즈 | 컴퓨터 서비스                                                |
| 25   | 썬 마이크로 시스템즈 | 컴퓨터 서비스                                                |
| 24   | 올 스테이트, 중국 상공 회의소, 12월 먼저 프로덕션, 글로브 투어 및 여행, SCOR 미국 공사, 시노리온, TD 워터 하우스 그룹                                                                 | 보험, 조직, 사용할 수 없음, 여행, 보험, 사용할 수 없음, 투자 |
| 23   | SCOR 미국 공사, 미국의 유니스트라트 공사 | 보험, 컨설턴트                                               |
| 22   | 안탈 국제, 만치니 더피, 시노쳄 미국 홀딩스, 워싱턴 뮤추얼 | 직업 소개소, 건축가의 투자, 은행 / 금융                      |
| 21   | 아데코 SA, 경력 엔진, 차로 엔 폭 팬드 미국, 만치니 더피 | 직업 소개소, 연구, 교통 / 유틸리티, 건축가                   |
| 20   | 타쳐 프로피트 목재, LLP, 뉴욕 배송 협회 | 변호사, 교통                                                 |
| 19   | 뉴욕 배송 협회, [[물가위원회 | 교통                                                         |
| 18   | 얼라이언스 컨설팅, 카 세르 타 및 회사, 첸, 린, 리, 그리고 장쩌민, 인테라 그룹, 소나무 투자, 전문 지원 및 컨설팅, 쇼 타임 사진, 웨일 랜드 국제, 아 바드, 카스와 말론가, 사용할 수 없음 | 컨설턴트, 투자, 직업 소개소, 투자, 컨설턴트, 투자, 변호사    |
| 17   | 금융의 뉴욕 연구소 | 컨설턴트                                                     |
| 16   | 국가 발전 연구원 | 연구                                                         |
| 15   | 칸 디아 배송, 제임스 T. 래트너의 법률 사무소, 존 J. 맥물렌 & 어소 시에이, 존 W. 루프버러우 어소 시에이, 만치니 더피, 동양 국제                                                        | 변호사, 투자, 건축가, 엔지니어                               |
| 14   | 차르나 화학, 페이징 네트워크, 패틴카 국제, 캘리포니아의 연방 은행 국제 | 제조, 통신, 비즈니스 서비스, 은행 / 금융                     |
| 13   | — | —                                                            |
| 12   | 유로브로커스, 버라이존 통신 | 투자, 통신                                                   |
| 11   | 버라이존 통신 | 통신                                                         |
| 10   | 버라이존 통신 | 통신                                                         |
| 9    | 버라이존 통신 | 통신                                                         |
| 8    | 기계실 |                                                              |
| 7    | 기계실 |                                                              |
| 6    | — | —                                                            |
| 5    | — | —                                                            |
| 4    | — | —                                                            |
| 3    | — | —                                                            |
| 2    | — | —                                                            |
| 1    | 칼라텍 코닥 이미징 센터 | 비즈니스 서비스                                              |
| L    | 니콜스 재단 | 정부 / 학교                                                  |
| C    | 존스턴과 머피 | 사용할 수 없음                                               |
| B    | 제록스 문서 회사 | 제조                                                         |
| NA   | 대륙 보험 회사 | 보험                                                         |

## 역사
초기 1966년 뉴욕에 사무공간을 대량 공급하기 위해 계획되었다. 1966년 뉴욕 항만청은 기존에 있던 건물들을 철거하면서, 1968년 착공하였다. 착공 4년 만인 1972년 완공 후, 1974년 4월 개장했다. 이후 1993년 2월 26일 폭탄 테러가 발생하여 1994년까지 폐장하였으며 1994년 재개장하였다. 2001년 9월 11일 9시 2분경, 투 월드 트레이드 센터 건물에 유나이티드 항공 175편 비행기가 충돌하면서 77 ~ 85층에 대형 화재가 발생했었고, 이로 인해 피격 당한 곳의 철골이 대형 화재에 의해 심각한 손상이 발생하면서 9시 59분경 건물이 붕괴되어 완파되었다.

## 현재
2 월드 트레이드 센터가 있던 자리에는 현재 'South Pool'이라고 하는 연못이 설치되어 있다. 현재의 2WTC는 그린위치 가에 지상 88층, 415m의 오피스 마천루로 건설중이었으나, 보류되었다.